# ديبي تانر
ديبي تانر (بالإنجليزية: Debbie Tanner)‏ هي تريثلت نيوزيلندية، ولدت في 8 أكتوبر 1982 في أوكلاند في نيوزيلندا.

## وصلات خارجية
- ديبي تانر على موقع أوليمبيديا (الإنجليزية)
- ديبي تانر على موقع اللجنة الأولمبية النيوزيلندية (الإنجليزية)
- ديبي تانر على موقع اتحاد ألعاب الكومنولث (مؤرشف) (الإنجليزية)